# Clyde Tombaugh
| Odkryte planetoidy: 15 | Odkryte planetoidy: 15 |
| ---------------------- | ---------------------- |
| (2839) Annette         | 5 października 1929    |
| (2941) Alden           | 24 grudnia 1930        |
| (3310) Patsy           | 9 października 1931    |
| (3583) Burdett         | 5 października 1929    |
| (3754) Kathleen        | 16 marca 1931          |
| (3775) Ellenbeth       | 6 października 1931    |
| (3824) Brendalee       | 5 października 1929    |
| (4510) Shawna          | 13 grudnia 1930        |
| (4755) Nicky           | 6 października 1931    |
| (5701) Baltuck         | 3 listopada 1929       |
| (6618) Jimsimons       | 16 września 1936       |
| (7101) Haritina        | 17 października 1930   |
| (7150) McKellar        | 11 października 1929   |
| (8778) 1931 TD3        | 10 października 1931   |
| (134340) Pluton        | 18 lutego 1930         |

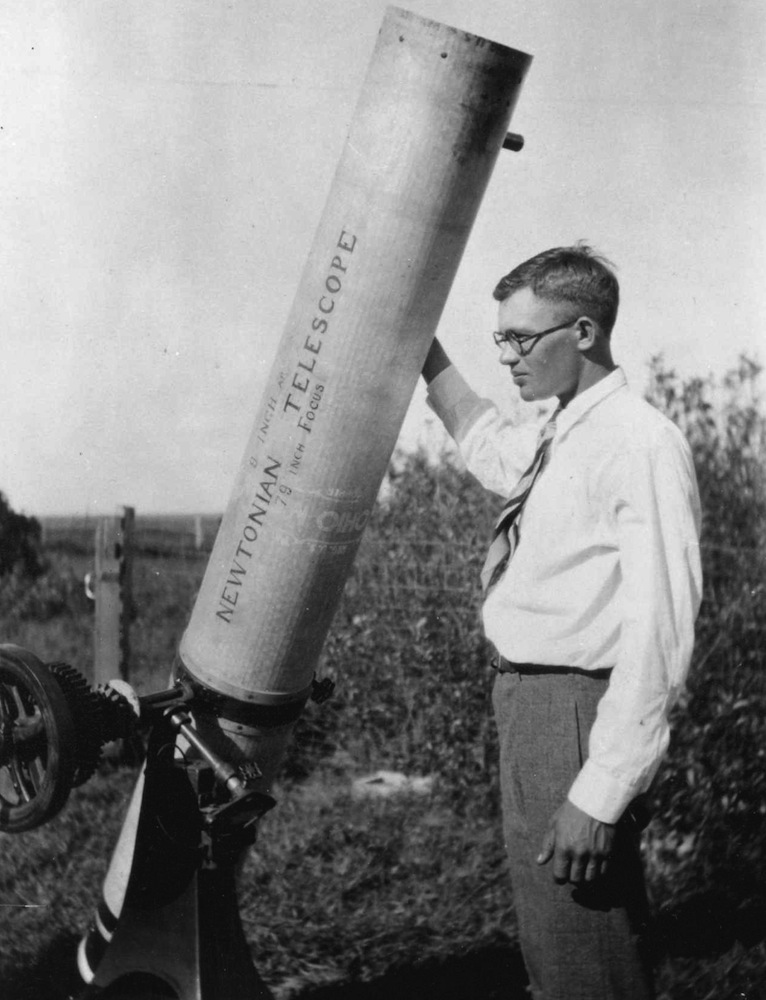
Clyde Tombaugh (około 1930)

Clyde William Tombaugh ([ˈtɒmbaʊ], ur. 4 lutego 1906 w Streator, Illinois, zm. 17 stycznia 1997 w Las Cruces, Nowy Meksyk) – amerykański astronom, odkrywca w 1930 roku planety karłowatej Pluton, przez długi czas uważanej za dziewiątą planetę Układu Słonecznego.

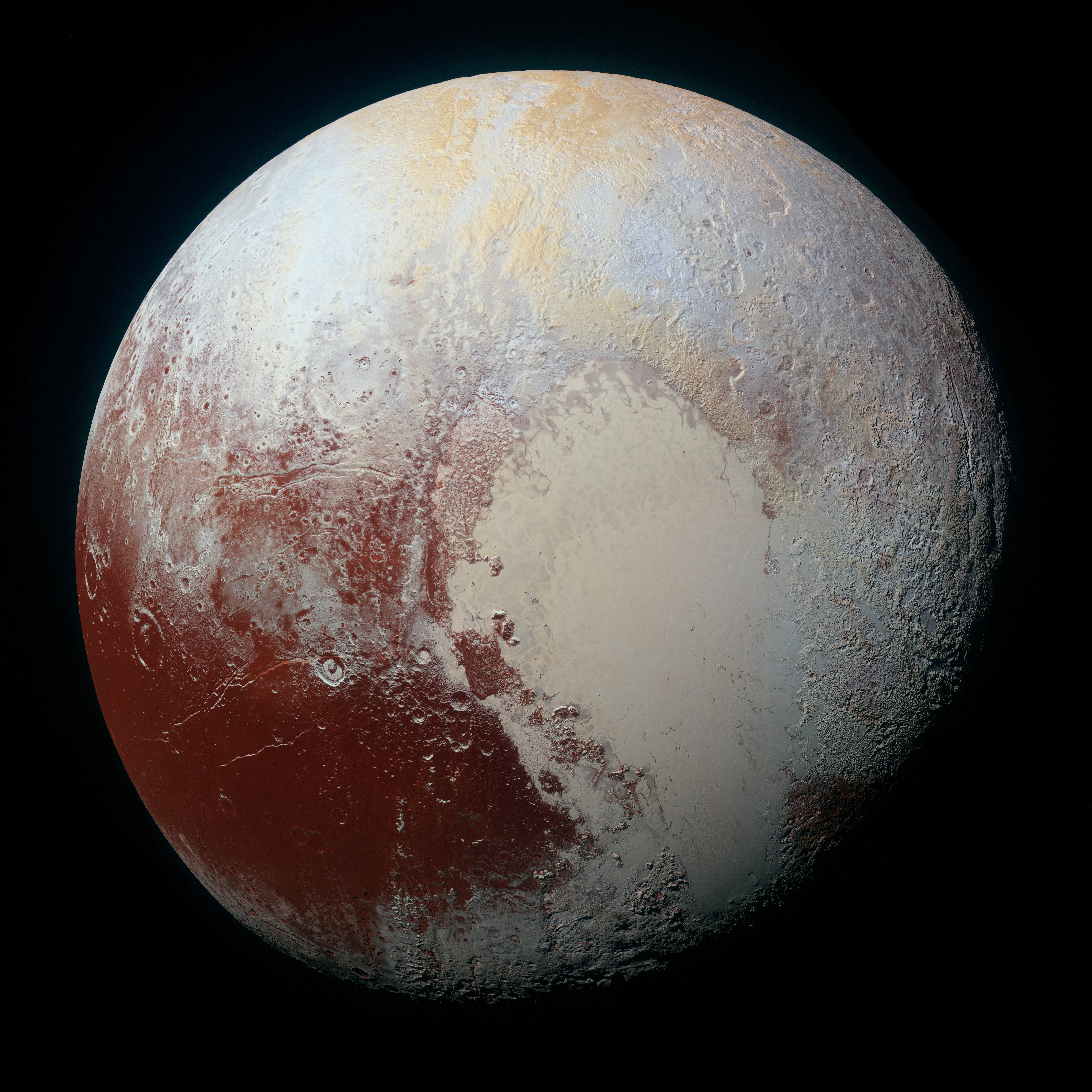
Pluton

## Życiorys
Początkowo miłośnik astronomii i obserwator planet Marsa i Jowisza. Pracował w Obserwatorium Lowella jako technik-fotograf nieba w 1929 roku. W kwietniu 1929 roku zaczął zbierać i porównywać zdjęcia przy użyciu aparatu do porównywania fotografii zwanego komparatorem błyskowym. W odróżnieniu od Gallego, który znalazł Neptuna od razu, Tombaugh odbył prawdziwy maraton. Wreszcie w styczniu 1930 roku poinformował dyrektora obserwatorium V.M. Sliphera, że odkrył od dawna poszukiwaną planetę. Przez następne trzynaście lat zajmował się poszukiwaniem prawdziwej planety X. W końcu doszedł do wniosku, że planeta X nie istnieje. Dopiero w 1932 r., po odkryciu Plutona, podjął studia na Uniwersytecie Kansas, które ukończył w 1936 r.
W latach 1943–1945 wykładał nawigację w college’u arizońskim we Flagstaff (obecnie Northern Arizona University), a po wojnie do 1946 astronomię na Uniwersytecie Kalifornijskim w Los Angeles.
Od 1946 r. pracował w Aberdeenskim Laboratorium Balistycznym w Las Cruces (Nowy Meksyk), a od 1955 aż do przejścia na emeryturę w 1973 – na New Mexico State University w tym samym mieście.
18 lutego 1930 r., mierząc klisze z 23 i 29 stycznia 1930 r., znalazł obiekt zmieniający swoje położenie, w odległości 6 stopni od przepowiedzianej przez Lowella pozycji. Początkowo nie wierzył w poprawność przewidywań Percivala Lowella, ale 13 marca 1930 r., w 75. rocznicę urodzin Lowella, ogłoszono odkrycie planety, którą nazwano Pluton. Zdecydowano się na nią, aby kontynuować tradycję nazywania planet imionami bogów rzymskich. W tym przypadku boga świata podziemia. Poza tym dwie pierwsze litery nazwy, stanowiące część astronomicznego symbolu planety, posłużyły jako stosowne uwiecznienie wkładu Percivala Lowella.
Clyde Tombaugh odkrył poza tym kometę 274P/Tombaugh-Tenagra, 5 gromad otwartych (np. Tombaugh 4), gromadę kulistą, supergromadę galaktyk oraz 14 planetoid (w sumie obserwował ich 775).
Pod koniec swojej aktywności zawodowej (1973) zorganizował ośrodek astronomiczny na Uniwersytecie Stanu Nowy Meksyk. Program Tombaugh Scholars, który ustanowił, kontynuuje jego prace szkoląc kolejne pokolenia astronomów. Po przejściu na emeryturę pozostał aktywny w środowisku astronomów. Choć formalnie nie uczestniczył już w obserwacjach teleskopowych, chętnie odpowiadał na pytania związane z odkryciem Plutona. Szczególnie z dużą przyjemnością zaspokajał ciekawość dzieci dotyczącą odkrycia planety. 

## Nagrody i upamiętnienie
W 1931 r. otrzymał Medal Jackson-Gwilt.
Jego prochy zostały umieszczone na pokładzie sondy New Horizons.
Na cześć uczonego jedna z planetoid otrzymała nazwę (1604) Tombaugh. Jego imieniem nazwano też krater na Marsie i strukturę Tombaugh Regio na Plutonie.